# Chlothar I.

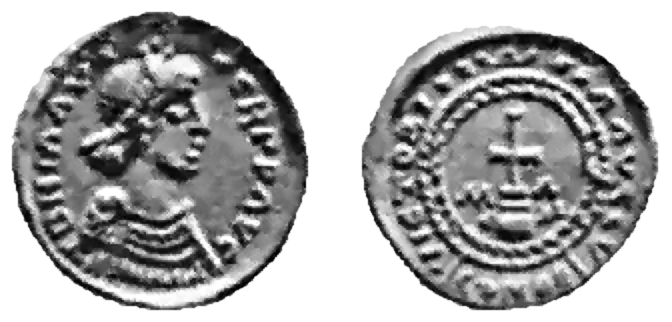
Denar mit Abbild König Chlothars I.

Chlothar I. (auch Chlotachar; * um 495; † Dezember 561 in Compiègne) war ein Frankenkönig aus dem Geschlecht der Merowinger.

## Leben
Chlothar I. war der jüngste Sohn des Frankenkönigs Chlodwig I. und der Königin Chrodechild. Von seinen drei älteren Brüdern stammte der älteste, Theuderich I., aus einer unehelichen Verbindung, die beiden anderen – Chlodomer und Childebert I. – stammten aus der Ehe mit Chrodechild. Bei der Reichsteilung nach Chlodwigs Tod 511 erhielt Theuderich den weitaus größten, Chlothar den quantitativ geringsten der vier Reichsteile, der jedoch die alten salischen Stammlande einschloss. Dieser umfasste Soissons, Laon, Noyon, Cambrai, Tournai, Thérouanne, Arras, Tongern und Maastricht. Chlothar residierte in Soissons. Er erhielt ebenso wie seine Brüder sowohl einen Teil von Chlodwigs ursprünglichem Reichsgebiet zwischen Rhein und Loire als auch einen Teil des von Chlodwig erst später eroberten Aquitanien.
Chlothar griff zusammen mit seinen Brüdern Chlodomer und Childebert 523 das Reich der Burgunden an. Nachdem Chlodomer 524 im Burgundenkrieg gefallen war, teilten die drei überlebenden Brüder sein Reich auf, wobei Chlothar Tours und Poitiers erhielt; die endgültige Aufteilung scheint allerdings erst einige Jahre später um 532 erfolgt zu sein. Chlothar heiratete Guntheuca, die Witwe Chlodomers. Guntheuca hatte drei unmündige Söhne aus ihrer Ehe mit Chlodomer. Von diesen ermordete Chlothar die beiden älteren im Einvernehmen mit Childebert, um ihre Erbansprüche auszuschalten; der jüngste, Chlodoald, wurde für den geistlichen Stand bestimmt und damit regierungsunfähig, wodurch er dem Tod entging.
Im Jahr 531 beteiligte sich Chlothar am erfolgreichen Angriff seines Halbbruders Theuderich I. auf das Reich der Thüringer. Nach dem fränkischen Sieg an der Unstrut kam es bei der Beuteteilung zu einem Konflikt zwischen Chlothar und Theuderich um die gefangene thüringische Königstochter Radegunde, die Chlothar in seine Gewalt brachte und später heiratete, um sich dadurch Erbansprüche zu sichern. Radegundes Bruder, den einzigen männlichen Überlebenden des thüringischen Königshauses, ließ Chlothar ermorden. Nach der Vernichtung des Thüringerreichs kam Thüringen allerdings in den Machtbereich Theuderichs; Chlothar erhielt nur einen Anteil der Beute. Ein Mordanschlag Theuderichs auf Chlothar schlug fehl.
Ein Jahr später, 532, griff Chlothar erneut zusammen mit Childebert das Burgundenreich an. Die Burgunden wurden bei Autun besiegt und ihr Reich 532–534 vernichtet. In der Endphase dieses Krieges beteiligte sich wohl auch Chlothars Neffe Theudebert I., der Sohn und Nachfolger des 533 gestorbenen Theuderich, an den Kämpfen; jedenfalls wurde er 534 bei der Aufteilung des eroberten Gebiets berücksichtigt. Chlothar erhielt nur den äußersten Süden des Burgundenreichs (Valence, Embrun).
Nach dem Tod Theuderichs versuchten Childebert und Chlothar vergeblich, Theudebert aus dem Weg zu räumen. Als das misslang, verbündete sich Childebert mit Theudebert und adoptierte ihn. Dadurch wurde Chlothar isoliert. Ein gemeinsamer Angriff Childeberts und Theudeberts auf Chlothar wurde aber abgebrochen, es kam zu keiner Entscheidung.
Im Jahr 541 griffen Childebert und Chlothar gemeinsam die Westgoten an. Das fränkische Heer überschritt die Pyrenäen, konnte aber Saragossa nicht einnehmen; der Feldzug war ein Misserfolg. Nach dem Tod Theudeberts (547/548) trat dessen Sohn Theudebald (Theudowald) die Nachfolge an. Als Theudebald 555 kinderlos starb, konnte Childebert das Erbe des Sohnes seines Adoptivsohns nicht in seinen Besitz bringen; vielmehr kam diesmal Chlothar zum Zug, dem es gelang, sich mit der Witwe Theudebalds, der Langobardin Walderada zu verbinden (ob eine reguläre Heirat stattfand, ist unklar). Chlothar konnte sich das gesamte Reich von Reims, das größte der Merowingerreiche, aneignen, und Childebert ging leer aus. Diesen Herrscherwechsel nutzten Sachsen und Thüringer zu einem Aufstand, sie wurden aber nach wechselhaften Kämpfen 556 von Chlothar bezwungen.
Eine große Gefahr für Chlothar war der Aufstand seines Sohnes Chram, den er zum Unterkönig in Aquitanien erhoben hatte. Chram verbündete sich mit Childebert gegen seinen Vater. Childebert starb jedoch 558, und da er keine Söhne hatte, konnte Chlothar sich das Reich Childeberts aneignen. Darauf unterwarf sich Chram. Damit konnte Chlothar das gesamte Frankenreich unter seiner Herrschaft vereinigen. 560 erhob sich Chram erneut, wurde aber rasch besiegt und getötet. 561 (nach anderen Annahmen bereits 560) starb Chlothar in Compiègne. Er wurde in der Kirche des von ihm gegründeten Klosters Saint-Médard in Soissons begraben.
Die wichtigste Quelle zu seinem Leben sind die Historien des Gregor von Tours.

## Familie
Die Reihenfolge und Chronologie der Ehen Chlothars ist nicht gesichert, er hatte gleichzeitig mehrere Gemahlinnen bzw. Konkubinen. Seine erste Gattin war Ingund(e), die er um 516 heiratete. 524 heiratete er Guntheuca, die Witwe seines Bruders Chlodomer, nachdem er die Verbindung mit Ingund gelöst hatte. Später kehrte er – vielleicht nachdem Guntheuca gestorben war – zu Ingund zurück; außerdem war er, als Ingund noch am Leben war, mit deren Schwester Arnegunde (auch Aregunde genannt) verheiratet (Heirat um 533/534). Arnegunde ist besonders durch ihr 1959 gefundenes Grab bekannt. Wohl um 540 heiratete er die nach dem Sieg über die Thüringer 531 gefangene Radegundis (Radegunde; † 587), eine Tochter des Thüringerkönigs Berthachar. Später wurde diese Ehe aufgelöst, und Radegunde gründete das Kloster Sainte-Croix in Poitiers, in das sie eintrat. Eine weitere Ehefrau hieß Chunsine. Außerdem heiratete Chlothar auch Walderada (Waldrada), eine Tochter des Langobardenkönigs Wacho und Witwe seines 555 gestorbenen Großneffen Theudebald, doch löste er diese Verbindung auf Druck des Klerus auf und gab Walderada dem Bayernherzog Garibald I. zur Ehe.
Aus seiner Ehe mit Ingund stammen die meisten seiner Kinder, nämlich die Söhne Gunthar (532 als waffenfähig bezeugt; † vor 561), Childerich († vor 561), Charibert I., Guntram I. (Guntchramn) und Sigibert I. sowie die Tochter Chlodoswinth, die um 560 den Langobardenkönig Alboin heiratete. Aus der Ehe mit Arnegunde stammte ein weiterer Sohn, Chilperich I. Von Chunsine hatte Chlothar den Sohn Chram, der bei seinem Aufstand gegen den Vater ums Leben kam. Ein weiterer Sohn – unehelich oder von einer unbekannten Gattin – soll Gundowald gewesen sein, der später als Thronprätendent auftrat, obwohl Chlothar ihn nicht als Sohn anerkannt hatte.
Nach Chlothars Tod teilten die überlebenden vier Söhne Charibert I., Guntram I., Sigibert I. und Chilperich I. das Reich untereinander auf.